# Tâm từ
Tâm từ (Pali: Mettā) hay maitrī (tiếng Phạn: maitrī) có nghĩa là lòng nhân từ, lòng yêu thương, tình bạn, tình huỳnh đệ, lòng tốt, và chủ động quan tâm đến những người khác. Đây là trạng thái đầu tiên trong bốn trạng thái tâm thức vô lượng (Tứ vô lượng: brahmavihara) và là một trong mười điều hoàn thiện Ba-la-mật-đa (pāramīs) theo Thượng tọa bộ (hay Phật giáo nguyên thủy). Việc thực tập tâm từ bi (mettā bhāvanā) là một hình thức phổ biến của Thiền trong Phật giáo. Đó là một phần của tứ vô lượng trong Phạm Trú (Brahmavihara). Metta như 'thiền từ bi' thường được thực hành tại châu Á bằng cách phát nguyện tụng kinh, trong đó các nhà sư tụng kinh cho Phật tử. Khái niệm từ bi và lòng nhân ái phổ quát của Metta được bàn luận trong Từ kinh của Phật giáo, và cũng được tìm thấy trong các văn bản cổ xưa và thời trung cổ của Ấn Độ giáo và Kỳ Na giáo là Metta hoặc Maitri. Các nghiên cứu mẫu nhỏ về tiềm năng của phương pháp thiền định lòng nhân ái đối với bệnh nhân cho thấy những lợi ích tiềm năng. Tuy nhiên, khi đánh giá ngang hàng về chất lượng và cỡ mẫu của các nghiên cứu này, các nhà nghiên cứu khuyến nghị nên cẩn trọng.